# ابن بطال
أبو الحسن علي بن خلف بن عبد الملك بن بطال البكري القرطبي يُعرف بابن اللجام، عالم بالحديث النبوي، ومن كبار علماء المالكية.
أخذ عن أبي عمر الطلمنكي وابن عفيف، وأبي المطرف القنازعي، ويونس بن مغيث. قال ابن بشكوال: «كان من أهل العلم والمعرفة، عني بالحديث العناية التامة شرح الصحيح في عدة أسفار، رواه الناس عنه واستقضي بحصن لورقة». قال القاضي عياض: «كان نبيلا جليلا».
ألف ابن بطال كتاب شرح صحيح البخاري: الجزء الأول منه والثالث والرابع في الأزهرية، والثاني (كتب سنة 776) في خزانة القرويين بفاس، والخامس (الأخير منه) في شستربتي (1785) ومنه قطعة مخطوطة في إسطنبول، أولها: باب زيادة الإيمان ونقصانه.

## وفاته
توفي ابن بطال عام 449 هـ الموافق 1057 م.